# Golfe de Koultouk
Le golfe de Koultouk (en russe : Култу́к, Koultouk) est un golfe du lac Baïkal, dans le raïon de Slioudianka de l'oblast d'Irkoutsk, en Russie. Situé à l'extrémité sud-ouest du lac Baïkal, les villes de Koultouk et de Slioudianka se situent sur sa rive. 

## Géographie
Le golfe de Koultouk est un golfe du lac Baïkal, à son extrémité sud-ouest, située administrativement dans le raïon de Slioudianka, raïon de l'oblast d'Irkoutsk, un sujet en Sibérie de la Russie.
La largeur de l'entrée de la baie entre le cap Angassolski au nord et le cap Mouriavov-Amourski situé à un demi-kilomètre à l'est du village Bourovchtchina au sud est de 11,6 km. La longueur du littoral entre ces deux caps qui délimite le golfe est de 7 km. La largeur dans les profondeurs de la baie entre les embouchures des rivières Slioudianka (dans la ville de Slioudianka) et Medlianka (dans le village de Koultouk) est de 6,5 km. Depuis le méridien du cap Angassolsku, la baie s'étend sur 8,4 km vers l'ouest. Sur la rive ouest, le cap Chamanski s'avance dans la baie de 640 mètres.
Plusieurs rivières se jettent dans le lac par le golfe, avec les rivières Slioudianka, Pokhabikha, Talaïa, Koultoutchnaïa et Medlianka. La baie est abritée des vents du sud-ouest et de l'ouest en été, vents dominants, ce qui offre le mouillage aux navires en face du village actuel de Koultouk.

## Toponymie
Le nom vient du turc kultuk , signifiant « coin, impasse », ici - « baie, golfe ». Ce terme a probablement été amené par les explorateurs russes du XVIIe siècle lors de la colonisation russe de la région du Baïkal.

## Voies de communication et transports
Autrefois, le golfe était longée par la route postale Circum-Baïkal, une partie de la route de Sibérie. Depuis le début du XXe siècle, le chemin de fer Circum-Baïkal le longe, une partie du chemin de fer transsibérien, ainsi que la route fédérale R258 Baïkal.